# Martin Silmbrod
Martin Silmbrod (* 16. prosince 1980) je bývalý profesionální český fotbalista a mládežnický reprezentant České republiky.

## Hráčská kariéra
Od žákovského věku hrál za SK České Budějovice, v jehož dresu odehrál také 3 prvoligová a 13 druholigových utkání, aniž by skóroval. Ve třetí lize (ČFL) nastupoval za FK Jiskra Otavan Třeboň a českobudějovické B-mužstvo.
Od roku 2002 působil dlouhá léta v nižších rakouských soutěžích, kde nastupoval za UFC Eferding (2002/03), SV Wipplinger Steyregg (2004/05–podzim 2007), Union Wippro Vorderweißenbach (jaro 2008–2013/14), SV Sandl (podzim 2014), Sportunion Schweibach (jaro 2015–2016/17) a Union Oberneukirchen (2017/18).
Od konce července 2003 je hráčem TJ Nové Hrady, kde působil na podzim 2003 (na jaře 2004 hostoval v TJ Sokol Olešnice). Do Nových Hradů se vrátil v sezoně 2018/19 po návratu z Rakouska.

### Reprezentace
V letech 1995–2000 byl členem mládežnických reprezentací České republiky. Nastupoval za reprezentační výběry do 15 let (v letech 1995–1996, 8 startů/žádný gól), do 16 let (1997, 1/0), do 17 let (1997, 2/0), do 18 let (1999, 5/0) a do 20 let (2000, 1/0).

### Ligová bilance
| Ročník                 | Zápasy | Góly | Minuty | Klub                    |
| ---------------------- | ------ | ---- | ------ | ----------------------- |
| II. liga 1998/99       | 11     | 0    | –      | SK České Budějovice     |
| I. liga 1999/00        | 3      | 0    | 144    | SK České Budějovice     |
| ČFL 2000/01            | –      | 3    | –      | FK Jiskra Otavan Třeboň |
| II. liga 2001/02       | 2      | 0    | –      | SK České Budějovice     |
| ČFL 2001/02            | –      | 1    | –      | SK České Budějovice „B“ |
| CELKEM I. LIGA         | 3      | 0    | 144    |                         |
| CELKEM II. LIGA        | 13     | 0    | –      |                         |
| CELKEM III. LIGA – ČFL | –      | 4    | –      |                         |